# Onoulphus
Onoulphus, còn gọi là Onoulf, Unulf và Hunulf (? – 493) là vị tướng man tộc Sciri vào cuối thế kỷ 5. Ông nắm giữ chức vụ thống lĩnh quân đội xứ Illyria (magister militum per Illyricum) từ năm 477 đến năm 479 với tư cách là vị tướng phụng sự Đế quốc Đông La Mã, về sau chuyển sang phò tá người anh trai Odoacer, Vua nước Ý, cho đến khi họ qua đời.

## Tiểu sử
Onoulphus vốn là dân man tộc Sciri; cùng với anh trai (hoặc có thể là anh em cùng cha khác mẹ), Odoacer, ông lớn lên tại triều đình của Attila, Vua người Hung. Sau khi người Sciri bị diệt vong do nghe lời xúi giục phá vỡ hiệp ước của họ với người Ostrogoth từ Hunimund, vua của dân man tộc Swabia, Onoulphus cùng với cha mình là Edeko đã gia nhập phe Swabia trong trận Bolia vào cuối thập niên 460, để rồi lại bị người Ostrogoth dưới sự chỉ huy của vua Theodemir đánh bại.
Onoulphus gia nhập quân đội La Mã vào thập niên 470 và thăng quan tiến chức trong quân ngũ. Ông được một người thân cận tướng quân Armatus tiến cử và đề bạt làm comes đầu tiên và vào năm 477, magister militum per Illyricum, thống lĩnh quân đội Balkan. Cùng năm đó, theo lệnh của Hoàng đế Zeno, Onoulphus đã giết Armatus, bất chấp việc ông được hưởng lợi rất nhiều từ sự bảo vệ của vị tướng tiền nhiệm này (các nguồn sử liệu nói rằng Armatus đã cho Onoulphus vay một khoản tiền lớn để chi trả cho khoản tiệc tùng).
Onoulphus vẫn nắm giữ chức vụ này cho đến năm 479 thì mới đánh mất sự ủng hộ. Sau đó, ông tìm nơi ẩn náu với anh trai mình là Odoacer, lúc đó đã trở thành vua nước Ý. Một trong những sứ mệnh mà ông thực hiện thay cho Odoacer là chiến dịch thảo phạt Fredericus, kẻ kế tục Feletheus làm vua người Rugia. Onoulphus nhận thấy cần phải sơ tán những người La Mã còn lại và tái định cư họ ở Ý. Nhóm người Rugia còn lại vội bỏ chạy và ẩn náu chung với dân Ostrogoth; người Lombard bèn chọn định cư ở tỉnh bị bỏ hoang này vào năm 493.
Ông vẫn một mực trung thành với Odoacer trong cuộc chiến sinh tồn của anh trai mình hòng chống lại Theodoricus Đại vương, vua của người Ostrogoth, sát cánh cùng anh trong trận vây hãm thành Ravenna. Sau cái chết của Odoacer, Onoulphus bị toán cung thủ giết chết khi đang vội tìm nơi trú ẩn trong một nhà thờ.

## Mối liên hệ giữa Onoulphus, Odoacer và Armatus

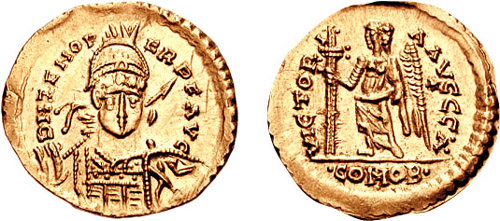
Đồng xu Solidus do Odoacer đúc, thủ lĩnh tộc Heruli và sau này là Vua nước Ý, nhân danh Hoàng đế Đông La Mã Zeno.

Một ấn phẩm gần đây của Stephan Krautschick đưa ra giả thuyết rằng Armatus và em họ và hoàng đế của ông là Basiliscus có quan hệ huyết thống với thủ lĩnh của người Heruli và sau này là Vua nước Ý Odoacer. Theo giả thuyết này, được một số học giả ủng hộ, Armatus là anh trai của Onoulphus và Odoacer, do đó, là cháu trai của Hoàng đế Basiliscus và của em gái ông, Hoàng hậu Verina, vợ của Hoàng đế Leo I. Giả thuyết này giải thích tại sao Armatus lại hào phóng giúp đỡ Onoulphus thăng quan tiến chức, và cho biết ông đã bị chính anh mình sát hại.
Mối liên hệ giữa Armatus, Odoacer và Onoulphus được một đoạn văn trong biên niên sử của  John thành Antioch nêu lên rằng chính Onoulphus mới là kẻ giết người và là anh trai của Armatus. Trước giả thuyết của Krautschick, và cho đến tận ngày nay đối với các học giả bác bỏ nhận dạng này, đoạn văn của John đã được sửa thành "Odoacer là anh trai của Onoulphus đã giết Armatus": sự sửa đổi này làm cho tuyên bố tương thích với lời xác nhận của các sử gia đương thời, vì cả John Malalas lẫn Malchus đều không kể về mối quan hệ giữa Odoacer và Basiliscus hay việc chính anh trai của ông ta ra tay sát hại Armatus.